# بر أستراليا الرئيسي

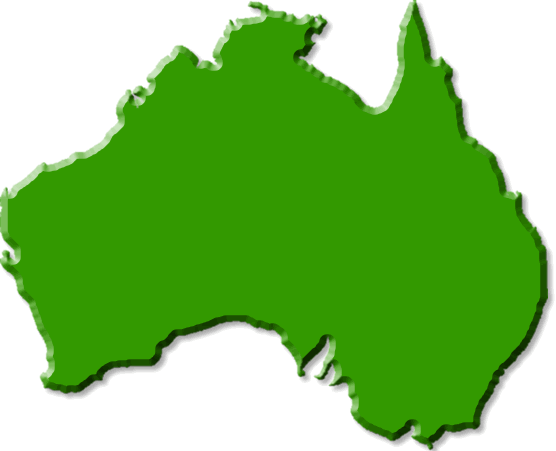
بر أستراليا الرئيسي

بر أستراليا الرئيسي (بالإنجليزية: Mainland Australia) هو الكتلة الأرضية الرئيسية لكومنولث أستراليا باستثناء تسمانيا وغيرها من الجزر الخارجية والأقاليم الخارجية (مثل إقليم أنتاركتيكا الأسترالي).
يُستخدم المصطلح عادةً عند الإشارة إلى العلاقة بين تاسمانيا والولايات الأسترالية الأخرى، حيث يُشار إلى الأشخاص الذين ليسوا من تسمانيا على أنهم سكان البر الرئيسي. حذفت تسمانيا في عدد من المناسبات من خرائط أستراليا مما عزز الفجوة بين تسمانيا والبر الرئيسي. تركت دورة ألعاب الكومنولث لعام 1982 في بريزبان تسمانيا خارج خريطة أستراليا خلال حفل الافتتاح، كما فعلت تصميمات فريق السباحة الأسترالي الموحد لدورة ألعاب الكومنولث 2014 في غلاسكو.
تغطي الكتلة الأرضية 7,591,608 كـم2 (2,931,136 ميل2)، حوالي 98.7٪ من مساحة دولة أستراليا وتغطي 1.5٪ من سطح الأرض. توصف أحيانًا بأنها جزيرة. يبلغ عدد سكانها حوالي 25.152 مليون نسمة أي 98٪ من إجمالي سكان أستراليا. يوجد في البر الرئيسي لأستراليا مجموعة متنوعة من المناطق المناخية، بدءًا من الغابات الاستوائية المطيرة والصحاري إلى درجات حرارة الغابات المطيرة الباردة إلى الجبال المغطاة بالثلوج.

## المصطلحات
يمكن استخدام مصطلح بر أستراليا الرئيسي، إلى جانب "أستراليا القارية"، بمعنى جغرافي لاستبعاد الجزر القارية المحيطة. بشكل عام، يطبّق المصطلح على ولايات نيو ساوث ويلز، فيكتوريا، كوينزلاند، أستراليا الغربية، وجنوب أستراليا، وكذلك الإقليم الشمالي، إقليم العاصمة الأسترالية، ومنطقة خليج جيرفيس.